# La donna senz'ombra
Die Frau ohne Schatten (La donna senz'ombra) è un'opera in tre atti di Richard Strauss con libretto del poeta Hugo von Hofmannsthal, collaboratore di lunga data del compositore.
La prima rappresentazione dell'opera (Staatsoper di Vienna, 10 ottobre 1919 diretta da Franz Schalk con Maria Jeritza e Lotte Lehmann) non ottenne grande entusiasmo da parte di critica e pubblico (perplessi soprattutto per il libretto di Hofmannsthal, troppo complicato e pesantemente simbolico).

## Nascita dell'opera
La scrittura dell'opera comincia nel 1911. I primi abbozzi di Hofmannsthal per il libretto sono basati su uno scritto di Johann Wolfgang von Goethe, Conversazione di tedeschi emigranti (1795). Hofmannsthal sfrutta liberamente il materiale di Goethe, aggiungendo l'idea di due coppie, l'imperatore e la consorte, che arrivano da un regno fantastico, e il tintore con la moglie, che invece appartengono al mondo ordinario. Hofmannsthal attinge anche a racconti da Le mille e una notte, alle fiabe dei fratelli Grimm, e cita addirittura il Faust di Goethe.
L'opera è concepita come una fiaba, sul tema dell'amore benedetto dalla nascita di bambini; Hofmannsthal, nelle sue lettere, la paragona al Flauto magico di Mozart, poiché presenta una struttura simile, con due coppie.
Anche Strauss comincia immediatamente a comporre; lui e Hofmannsthal lavorano parallelamente su musica e parole, ispirandosi a vicenda.
Strauss è soddisfatto del testo di Hofmannsthal, ma gli chiede di riscrivere molti passaggi per aumentarne il carattere drammatico. Il librettista si oppone fermamente, preoccupato di non rovinare il simbolismo che è sotteso al libretto. L'opera è conclusa nel 1915, durante la prima guerra mondiale, ma deve aspettare fino al 1919 per essere rappresentata.
La nascita dell'opera, spesso travagliata, è ben documentata nella loro corrispondenza epistolare.
Lo stesso Strauss definisce l'opera la sua "figlia del dolore" (la chiama perfino Die Frosch, che in tedesco significa "rana", da Die Frau ohne Schatten). La complessità del testo e il trauma della guerra rendono la composizione un compito difficile, e Strauss è anche insoddisfatto dalla prima produzione.
Musicalmente La donna senz'ombra è una delle più complicate di Strauss. In contrasto con Salomè e Elektra, più svelte e scorrevoli, questa include lunghi monologhi e scene prolungate. La rappresentazione dell'opera rimane una sfida, anche per grandi compagnie e orchestre, dal momento che richiede cinque grandi solisti nei ruoli principali e interpreti esperti per i ruoli secondari, una grande orchestra e scenografie elaborate.
Anche la scenografia, appunto, è elaborata e impegnativa, ricca di cambi di scena ed effetti speciali. Scene particolarmente complesse da rappresentare sono, ad esempio, le voci infantili che sembrano uscire da pesci che friggono in padella, e la cascata dorata nel finale. Pochi teatri e compagnie sono in grado di rispondere a queste richieste.
Nel 1946 Strauss scrive un pezzo per orchestra in un movimento, la Fantasia sul Die Frau ohne Schatten, basata sui punti salienti dell'opera ed eseguito a Vienna nel 1947.

## Personaggi e rappresentazioni
| Ruolo                                                                  | Voce                                 | Première, 10 ottobre 1919 (Franz Schalk) |
| ---------------------------------------------------------------------- | ------------------------------------ | ---------------------------------------- |
| L'Imperatore (Der Kaiser)                                              | tenore                               | Karl-Aagaard Oestvig                     |
| L'Imperatrice (Die Kaiserin), figlia di Keikobad                       | soprano drammatico alto              | Maria Jeritza                            |
| La nutrice (Die Amme), la sua sorvegliante                             | mezzo-soprano drammatico o contralto | Lucie Weidt                              |
| Barak, il tintore (Barak, der Färber)                                  | basso-baritono                       | Richard Mayr                             |
| La moglie del tintore (Die Färberin)                                   | soprano drammatico alto              | Lotte Lehmann                            |
| L'uomo con un occhio solo (Der Einäugige), fratello di Barak           | basso-cantante                       | Viktor Madin                             |
| L'uomo con un braccio solo (Der Einarmige), fratello di Barak          | basso                                | Julius Betetto                           |
| Il gobbo (Der Bucklige), fratello di Barak                             | tenore alto                          | Anton Arnold                             |
| Il messaggero di Keikobad                                              | baritono alto                        | Josef von Manowarda                      |
| La voce di un falco                                                    | soprano                              | Felicie Hüni-Mihacsek                    |
| L'apparizione di un giovane                                            | tenore alto                          | Elisabeth Schumann                       |
| Il guardiano della soglia                                              | soprano o controtenore               | Sybilla Blei                             |
| Una voce dall'alto                                                     | contralto                            | Maria Olczewska                          |
| Le voci di sei bambini non nati (Sechs Kinderstimmen)                  | tre soprani e tre baritoni           |                                          |
| Le voci di tre guardiani della città (Stimmen Der Wächter Der Stadt)   | baritoni                             |                                          |
| Servi dell'Imperatrice, altri bambini anche mendicanti, spiriti e voci |                                      |                                          |

Il ruolo dell'Imperatrice richiede un soprano drammatico che sia capace di affrontare estesi passaggi di coloratura. Allo stesso modo i tenori che interpretino il ruolo dell'Imperatore devono essere capaci di gestire numerosi passaggi al limite dell'estensione acuta, in particolare nel lungo assolo dell'Atto II. Il ruolo della nutrice si colloca principalmente nella tessitura da contralto, ma sfora spesso in note più acute. Anche la moglie del tintore richiede un soprano con una potenza vocale enorme, tale da poter essere sentita sopra i forti passaggi orchestrati. Il tintore è il ruolo principale meno impegnativo, ma anche in questo caso l'orchestrazione è molto pesante e richiede un baritono con sufficiente energia per sostenere la notevole durata dell'opera: tre ore e quindici minuti.
Al Teatro La Fenice di Venezia la prima è stata il 16 settembre 1934 con i Complessi dell'Opera di stato di Vienna diretti da Clemens Krauss.
Al Wiener Staatsoper viene ripresa nel 1955 diretta da Karl Böhm con Leonie Rysanek e fino al 2012 ha avuto 84 recite.
Negli Stati Uniti la prima è stata nel 1959 al San Francisco Opera.
Al Metropolitan Opera House di New York debutta nel 1966 diretta da Böhm con Leonie Rysanek, James King (tenore), Christa Ludwig e Walter Berry e fino al 2013 ha avuto 65 recite.
Nel Regno Unito la prima rappresentazione è stata nel 1966 al Sadler's Wells Theatre nel Borgo londinese di Islington.
Al Royal Opera House, Covent Garden di Londra la prima è stata nel 1967 diretta da Georg Solti con Regina Resnik, King ed Inge Borkh.
All'Opéra national de Paris la prima è stata nel 1972.
Al Festival di Salisburgo va in scena nel 1974 diretta da Böhm con i Wiener Philharmoniker, Leonie Rysanek, King, la Ludwig e Berry.
Al Grand Théâtre di Ginevra va in scena nel 1978 con Éva Marton.
Al Teatro alla Scala di Milano va in scena in lingua originale nel 1986 diretta da Wolfgang Sawallisch con la Marton.
Al Festival del Teatro di Edimburgo la prima è stata nel 2011 diretta da Valery Gergiev per il Teatro Mariinskij di San Pietroburgo.
Al Covent Garden per la London's Royal Opera diretta da John Cox con scene di David Hockney nel 1992

## Trama
La storia si svolge nel mitico regno delle Isole Sudorientali e coinvolge cinque personaggi principali: l'Imperatore (tenore), l'Imperatrice (soprano), la sua nutrice (mezzosoprano o contralto), l'umile tintore Barak (basso-baritono) e sua moglie (soprano drammatico). Un sesto personaggio, Keikobad, Re del Regno degli Spiriti e padre dell'Imperatrice, mette in moto lo svolgersi dell'azione ma non compare mai sulla scena.

### Atto I
L'Imperatore delle isole Sudorientali è sposato con la figlia del Re degli Spiriti, catturata sotto forma di gazzella bianca in una battuta di caccia.
Durante la cattura, la futura Imperatrice perde il talismano che le donava il potere di mutare forma in animale; dopo il matrimonio si accorge inoltre di non proiettare ombra, segno della sua natura non ancora completamente umana e incapace di generare figli.
Con lei è sempre la Nutrice, che le tiene compagnia durante le battute di caccia dello sposo; ma se all'apparenza è una compagna fedele, in segreto è rosa dall'odio per i mortali e il mondo umano.
Keikobad, Re degli Spiriti, è infuriato con la figlia e invia messaggeri segreti a parlare con la Nutrice. L'Imperatore e l'Imperatrice vivono però sereni il loro amore.
Una mattina il falco da caccia dell'Imperatore, lo stesso che aveva catturato la principessa gazzella e che era in seguito andato perduto, va incontro all'Imperatrice portando tra gli artigli il talismano magico. Reca con sé un messaggio terribile, inciso sul talismano come una maledizione: se entro tre giorni ella non conquisterà un'ombra, segno di umanità e fertilità, dovrà tornare nel Regno del padre e vedere l'Imperatore trasformato in pietra.
L'amore geloso e lussurioso dello sposo li sta portando alla rovina: non permette all'Imperatrice di entrare pienamente nel mondo mortale, bloccandola in un limbo tra i due Regni.
L'Imperatrice è quindi decisa a conquistare un'ombra ad ogni costo, e si affida ai consigli della Nutrice, la quale è però mossa da intenzioni e animo malvagi: disprezza il mondo degli uomini e conosce i segreti per ingannarli e costringerli a rinunciare all'ombra.
Le due donne decidono di recarsi alla casa di un anziano ma infaticabile tintore, Barak, che vive con tre fratelli e la giovane moglie, dalla quale il marito desidera fortemente dei figli che ancora non sono arrivati.
Sotto mentite spoglie l'Imperatrice e la Nutrice si presentano nell'umile capanna offrendosi come serve alla moglie di Barak: la balia ha infatti capito che riuscirà a corrompere la giovane donna con la promessa di ricchezze e amanti, e ad ottenerne ombra e fertilità.
Ricorrendo alle arti magiche la Nutrice dona alla moglie di Barak gioielli, tavole imbandite di cibi e visioni incantevoli, e riesce nel malvagio intento di farsi promettere l'ombra. Le ospiti scompaiono e lasciano sola la moglie, che friggendo in padella dei pesciolini sente uscire da questi delle voci di bambini che piangono, i suoi bambini mai nati, e viene presa dall'angoscia.
Inoltre, per obbedire al patto con la Nutrice la donna deve dividere in due il letto matrimoniale e rifiutare la compagnia del marito, che tornato dal lavoro interpreta il gesto come il capriccio di una donna incinta e spera quindi di aspettare dei figli dalla moglie. Barak accetta di dormire sul pavimento, rassicurato dalla voce di una guardia cittadina che all'esterno intona un canto in lode del matrimonio e della maternità.

### Atto II
Le trame della Nutrice continuano a svolgersi: animando una scopa evoca l'immagine di un bellissimo giovane per tentare la moglie del tintore e spingerla a ingannare il marito.
I due sposi dell'opera, il tintore e l'Imperatore, sono sempre più confusi: il primo spaventato dal sentore di una disgrazia incombente, il secondo corroso dalla crescente gelosia che gli pietrifica il cuore.
L'Imperatrice sente crescere in sé il senso di colpa verso il tintore, ingannato e privato del sogno di una vita.
Alla terza notte la Nutrice rivendica il giuramento fatto e pretende ciò che le è stato promesso: la moglie rinuncia all'ombra.
Barak, scoperto l'inganno poiché vede che la moglie non proietta ombra, minaccia di morte la nutrice e la propria sposa con una spada che gli appare magicamente tra le mani; viene però fermato da uno dei suoi fratelli quando la moglie implora pietà.
L'Imperatrice improvvisamente rifiuta l'ombra, comprendendo che è stata tolta ingiustamente e la renderebbe responsabile di grandi sofferenze.
Improvvisamente la terra si apre e inghiotte gli sposi, mentre un fiume travolge la scena e costringe la Nutrice a portare in salvo l'Imperatrice su una barca.

### Atto III
La scena si sposta nel mondo degli Spiriti, dove squilla il suono di una tromba che annuncia il giudizio di Keikobad; l'Imperatrice è all'ingresso del tempio ai piedi di una montagna, mentre il tintore e la sposa, separati, si stanno cercando: questa è perseguitata dalle voci dei suoi bambini mai nati, ma protesta giurando amore al marito; Keikobad nel frattempo li indirizza verso scale separate.
Di fronte al tempio la nutrice prova a convincere la padrona a scappare, ma la donna sa che il padre la sta aspettando all'interno, quindi allontana la balia ed entra. Questa preannuncia all'Imperatrice terribili tormenti che la attendono e tenta ancora di confondere Barak e moglie, che si stanno cercando senza riuscire a trovarsi. Il messaggero di Keikobad condanna la nutrice a vagare per il mondo mortale.
All'interno del tempio l'Imperatrice chiede perdono al padre, implorandolo di donarle un posto tra coloro che proiettano ombra. Keikobad non risponde ma le mostra lo sposo, ormai pietrificato. Una voce la spinge a bere dalla Fontana della Vita, che si trova proprio nel tempio, e che le permetterebbe di ottenere l'ombra della sposa del tintore. Ma proprio le voci del tintore e della moglie, che si sentono fuori campo, commuovono l'Imperatrice e la convincono a rinunciare a rubare l'umanità ad altri. Questo atto di rinuncia è proprio la sua salvezza: riceve un'ombra, e il suo sposo viene liberato dalla maledizione. La scena muta in un bellissimo paesaggio. Barak e sposa si ricongiungono, ed entrambe le coppie cantano felici per la ritrovata umanità e speranza nei figli che nasceranno.

## Organico orchestrale
La nutrita orchestra di 164 elementi comprende:
- legni: 4 flauti (anche 2 ottavini), 3 oboi (anche corno inglese), 4 clarinetti, clarinetto basso, corno di bassetto, clarinetto in Mib, 4 fagotti (anche controfagotto);
- ottoni: 8 corni francesi (anche 4 tube di Wagner), 6 trombe, 4 tromboni, basso tuba;
- percussioni: 4 timpani, grancassa, piatti, triangolo, 5 gong cinesi, rullante, bacchette, xilofono, sonagliera, tamburo tenore, tamburo a campo grande, tamburello, 2 nacchere, tam-tam, frusta, campane;
- altri strumenti: archi (16 I violini, 16 II violini, 6 I viole, 6 II viole, 6 I violoncelli, 6 II violoncelli, 8 contrabbassi), 2 arpe, 2 celeste, glockenspiel, armonica a bicchieri;
- Orchestra sul palco: 2 flauti, oboe, 2 clarinetti in do, fagotto, corno, 6 trombe, 6 tromboni, macchina del vento, macchina del tuono, organo, 4 tam-tam;
- Orchestra di scena: legni e corno possono suonare nella buca, se necessario; due delle trombe sul palco si spostano nella buca per l'Atto III, quindi è richiesto un totale di 10 trombe.

## Discografia parziale
| Anno | Cast (L'Imperatore, L'Imperatrice, La Nutrice, Barak, La moglie del tintore)    | Direttore           | Etichetta |
| ---- | ------------------------------------------------------------------------------- | ------------------- | --------- |
| 1954 | Hans Hopf, Leonie Rysanek, Lilian Benningsen, Josef Metternich, Marianne Schech | Rudolf Kempe        | Myto      |
| 1955 | Hans Hopf, Leonie Rysanek, Elisabeth Höngen, Paul Schöffler, Christel Goltz     | Karl Böhm           | Decca     |
| 1987 | René Kollo, Cheryl Studer, Hanna Schwarz, Alfred Muff, Ute Vinzing              | Wolfgang Sawallisch | EMI       |
| 1991 | Plácido Domingo, Julia Varady, Reinhild Runkel, José van Dam, Hildegard Behrens | Georg Solti         | Decca     |

## DVD parziale
- Donna senz'ombra - Georg Solti/Thomas Moser/Cheryl Studer/Éva Marton, regia Götz Friedrich - 1992 Decca

## Libretto
Libretto di Hugo von Hofmannsthal, traduzione in italiano di Olimpio Cescatti
, messo on-line da Rodolfo Canaletti.